# Ruta Artà - Lluc
El GR-222 o ruta Artà-Lluc és el segon sender de gran recorregut de l'illa de Mallorca (Illes Balears), creat pel Consell Insular de Mallorca i homologat provisionalment per la Federación Española de Montañismo y Escalada. Té tan sols 54,3 km oberts i senyalitzats, dels 134 prevists, que han d'enllaçar les serres de Llevant amb la Serra de Tramuntana, a través del Pla de Mallorca. Els trams oberts i senyalitzats corresponen a part de l'etapa 1 entre el Coll des Racó i Cala Estreta, part de l'etapa 2, entre S'Arenalet i Betlem, part de l'etapa 3 entre la Betlem i les Cases de Son Serra de Marina i de l'etapa 5 entre Inca i Caimari i entre el Mirador de ses Rotes i Lluc, a més de la variant entre la Colònia de Sant Pere i Ca'n Picafort.